# Municipio de Ajalkalaki
El municipio de Ajalkalaki (en georgiano: ახალქალაქის მუნიციპალიტეტი; en armenio: Ախալքալաքի մունիցիպալիտետ) es un municipio al sur de Georgia perteneciente a la región de Mesjetia-Yavajetia. El área total del municipio es 1235 kilómetros cuadrados y su centro administrativo es Ajalkalaki. La población era 45.070 según el censo de 2014.

## Geografía
El municipio limita al oeste con el municipio de Ajaltsije, al norte con los municipios de Tsalka y Boryomi y al sureste con el municipio de Ninotsminda. En el suroeste está la frontera estatal con Turquía.
El municipio incluye la parte occidental de la meseta de Ajalkalaki, también llamada meseta de Yavajetia, a una altitud de 1800 a 2200 m sobre el nivel del mar. En el noreste limita con las montañas Samsara con picos como Didi Abuli (3300 m) y Samsari (3285 m). En el norte, la frontera corre a lo largo de la orilla sur del lago Tabatskuri y más al oeste llega a la cresta de la cordillera de Trialeti con su pico más alto Shaviklde (2850 m). La frontera con Turquía en el sur está marcada por una cadena montañosa de 2800 m de altura; al oeste se encuentra el lago transfronterizo Kartsaji. Parte de la frontera con Turquía y con el municipio de Aspindsa en el suroeste está marcada por el río Kurá. El afluente derecho del Kurá, el río Paravnistskali atraviesa la parte central del municipio de Ajalkalaki.
Una parte del Parque nacional de Yavajeti se extiende al sur del municipio.

## Historia
El área del municipio está ubicada en la región histórica de Yavajetia, que después del colapso del reino de Georgia en el siglo XVI fue inicialmente co-gobernada por el principado de Mesjetia. Un poco más tarde fue anexado por el Imperio otomano. 
Después de que el área fuera anexionada al Imperio ruso como resultado de la guerra ruso-turca (1828-1829), el uyezd de Ajaltsije de la gobernación de Kutaisi nació en 1846, que pasó a la gobernación de Tiflis en 1867. En 1874 se escindió el uyezd de Ajalkalaki independiente, que existió hasta los primeros años de la Unión Soviética.
Desde mayo de 1918 formaba parte de la República Democrática de Georgia, pero ya en junio fue cedida a Turquía en virtud del tratado de Batumi. En otoño, su territorio fue ocupado por tropas turcas. A fines de 1918, las tropas turcas abandonaron el territorio del municipio.
En 1930 se creó el raión de Ajalkalaki, que inicialmente también incluía una parte del posterior raión de Aspindza. En el comienzo de la era soviética, el raión de Ajalkalaki era un raión nacional armenio con capital en la ciudad de Ajalkalaki.
Después de la independencia de Georgia, el raión se asignó a la recién creada región de Mesjetia-Yavajetia en 1995 y se transformó en municipio en 2006.

## Política
La asamblea municipal de Ajalkalaki (en georgiano: ახალქალაქის საკრებულო) es un órgano representativo en el municipio de Ajalkalaki, que consta de 42 miembros que se eligen cada cuatro años. La última elección se llevó a cabo en octubre de 2021. Melkon Makarian del Sueño Georgiano (SG) fue elegido alcalde en las últimas elecciones.
| Partido político | Partido político                    | 2017 | 2021 |
| ---------------- | ----------------------------------- | ---- | ---- |
|                  | Sueño Georgiano                     | 31   | 37   |
|                  | Movimiento Nacional Unido           |      | 2    |
|                  | Georgia Europea                     | 1    | 2    |
|                  | Lelo por Georgia                    |      | 1    |
|                  | Alianza de los Patriotas de Georgia | 5    |      |
|                  | Georgia Libre                       | 1    |      |
| Total            | Total                               | 38   | 42   |

## División administrativa
El municipio consta de 1 kalaki o ciudad, Ajalkalaki, y 64 pueblos (sopeli).
Los temi o consejos de pueblos son: Alastani, Aragva, Azavreti, Baraleti, Chunchja, Diliska, Gogasheni, Jando, Javeti, Jospio, Kartikami, Kartsaji, Kochio, Kotelia, Kumurdo, Okami, Ptena, Sulda, Turtsji, Vachiani, Zakvi.

## Demografía
La población del municipio de Ajalkalaki ha disminuido desde 1989, con una pérdida de población del 41%.
| Población del municipio de Ajalkalaki                                  | Población del municipio de Ajalkalaki | Población del municipio de Ajalkalaki | Población del municipio de Ajalkalaki | Población del municipio de Ajalkalaki | Población del municipio de Ajalkalaki | Población del municipio de Ajalkalaki | Población del municipio de Ajalkalaki | Población del municipio de Ajalkalaki | Población del municipio de Ajalkalaki | Población del municipio de Ajalkalaki | Población del municipio de Ajalkalaki |
|                                                                        | 1897                                  | 1922                                  | 1926                                  | 1939                                  | 1959                                  | 1970                                  | 1979                                  | 1989                                  | 2002                                  | 2014                                  | 2021                                  |
| ---------------------------------------------------------------------- | ------------------------------------- | ------------------------------------- | ------------------------------------- | ------------------------------------- | ------------------------------------- | ------------------------------------- | ------------------------------------- | ------------------------------------- | ------------------------------------- | ------------------------------------- | ------------------------------------- |
| Municipio de Ajalkalaki                                                | -                                     | -                                     | -                                     | 64 655                                | 62 977                                | 69 992                                | 68 234                                | 69 256                                | 60 975                                | 45 070                                | 41 026                                |
| Ciudad de Ajalkalaki                                                   | 5440                                  | 2737                                  | 3475                                  | 5331                                  | 8804                                  | 10 751                                | 13 405                                | 15 572                                | 9802                                  | 8295                                  | 7824                                  |
| Datos: Estadística de población de Georgia desde 1897 hasta hoy. Nota: |                                       |                                       |                                       |                                       |                                       |                                       |                                       |                                       |                                       |                                       |                                       |

La población está compuesta por un 7% de georgianos y un 93% de armenios, siendo el municipio georgiano con mayor número de armenios después de Ninotsminda.
|                            | 1939      | 1939       | 1959      | 1959       | 2014      | 2014       |
| Grupo étnico               | Población | Porcentaje | Población | Porcentaje | Población | Porcentaje |
| -------------------------- | --------- | ---------- | --------- | ---------- | --------- | ---------- |
| Georgianos                 | 4857      | 7,5%       | 3566      | 5,7%       | 3085      | 6,84%      |
| Rusos                      | 1275      | 2%         | 1647      | 2,6%       | 54        | 0,12%      |
| Ucranianos                 | 1275      | 2%         | 317       | 0,5%       | 5         | 0,01%      |
| Armenios                   | 54 081    | 83,6%      | 57 209    | 90,8%      | 41 870    | 92,90%     |
| Griegos                    | 43        | 0,1%       | 57        | 0,1%       | 41        | 0,09%      |
| Osetios                    | 10        | 0,1%       | 14        | 0,1%       | 2         | 0,01%      |
| Abjasios                   | -         | -          | -         | -          | 1         | 0,01%      |
| Azeríes y turcos mesjetios | 4015      | 6,2%       | 25        | 0,1%       | -         | -          |
| Judíos                     | 12        | 0,1%       | 39        | 0,4%       | -         | -          |
| Kurdos                     | 309       | 0,5%       | -         | -          | -         | -          |
| Alemanes                   | 4         | 0,1%       | -         | -          | -         | -          |
| Asirios                    | 2         | 0,1%       | -         | -          | -         | -          |
| Total                      | 64 655    | 100%       | 62 977    | 100%       | 45 070    | 100%       |

## Infraestructura

### Arquitectura, monumentos y lugares de interés
El municipio tiene muchas muestras de la historia como zona en la que armenios y georgianos estuvieron relacionados. Prueba de esto son iglesias como la iglesia de Ajalkalaki, la catedral de Kumurdo o la iglesia de Baraleti. También hay fortalezas megalíticas como las de Abuli.

### Transporte
La carretera principal internacional S11 atraviesa el municipio desde Ajaltsije hasta Ninotsminda y la frontera con Armenia, al mismo tiempo parte de la ruta europea E691. La conexión más corta en dirección a la capital Tiflis es a través de Ninotsminda. En Ajalkalaki, la S13 se bifurca desde la S11 hacia la frontera turca en la orilla norte del lago Kartsaji (cruce fronterizo en dirección a Çıldır). Desde Akhalkalaki al norte conduce la carretera nacional Sh20, que supera la cordillera de Trialeti en dirección a Bakuriani y Boryomi.
Desde la década de 1980, Ajalkalaki ha sido el final de una línea ferroviaria desde Marabda (entre Tiflis y Marneuli) a través de Tetritskaro, Tsalka y Ninotsminda. La ruta se modernizó ampliamente a partir de 2007 para conectarse a la red de Turquía y formar parte de la nueva conexión ferroviaria con Azerbaiyán a través de una extensión a Kars.

## Galería

Parque Nacional de Yavajeti
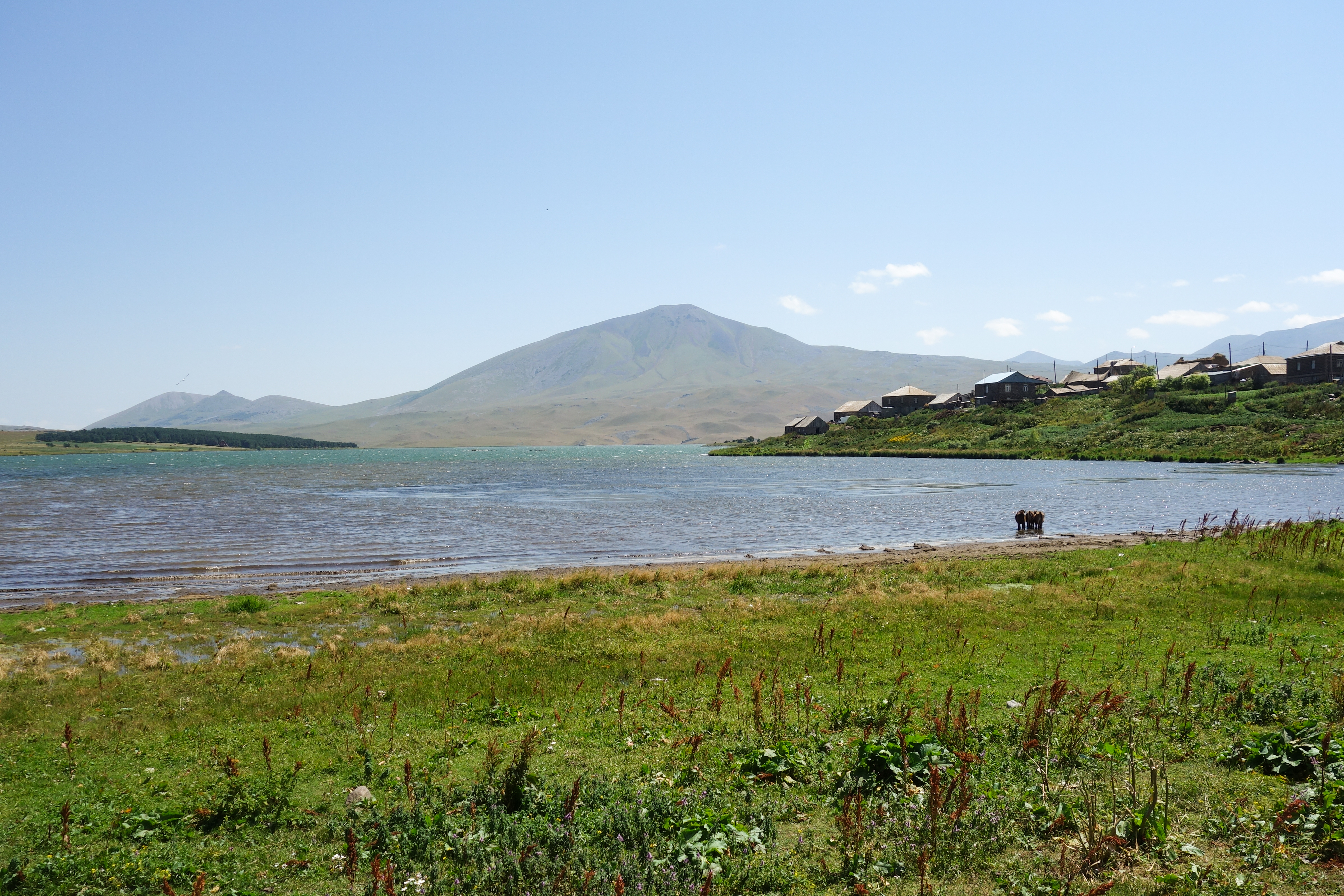
Lago Tabatskuri y monte Shavnabada
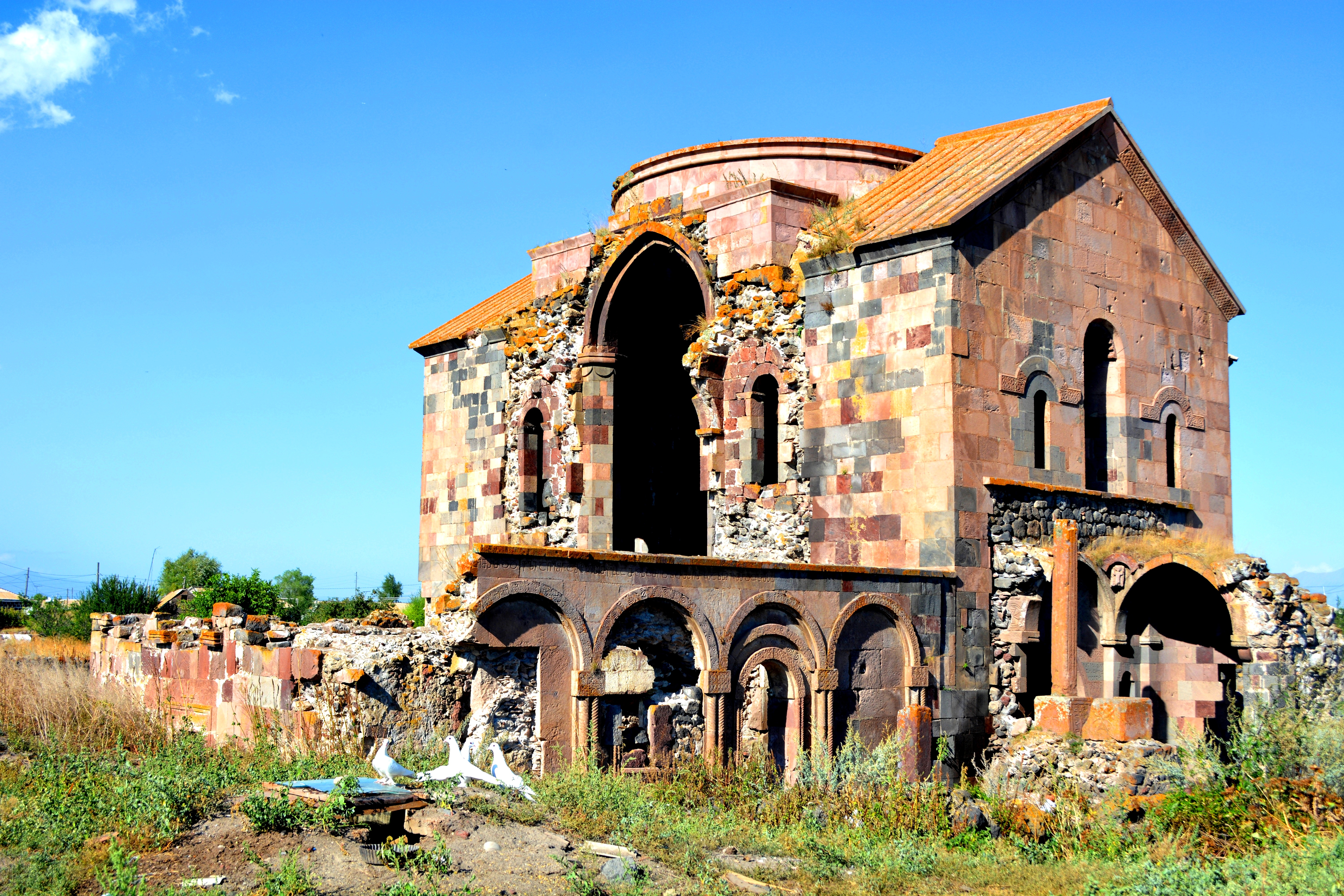
Catedral de Kumurdo
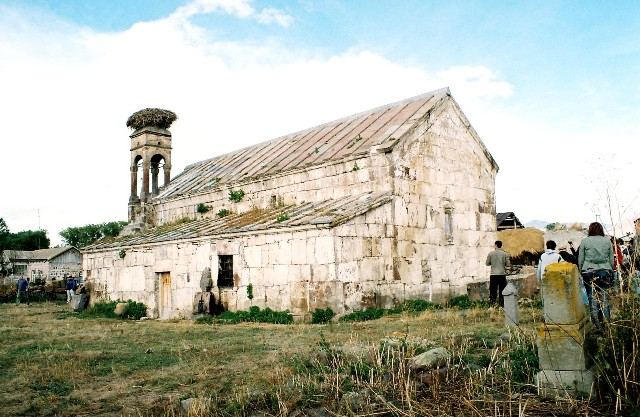
Iglesia de Baraleti
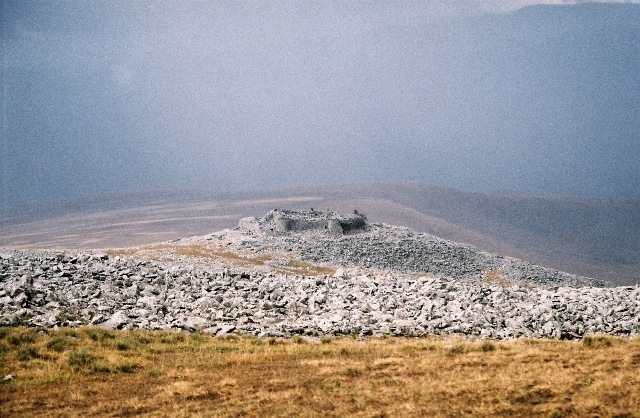
Fortaleza de Abuli